# Ravyn Lenae
Ravyn Lenae (Chicago, 1999. január 22. –) amerikai énekesnő, dalszerző. Kereskedelmileg legsikeresebb dala, a „Love Me Not” a Billboard Hot 100-as listáján a 17. helyet érte el, és számos listán a top 50-be került.

## Pályafutása
Ravyn Lenae Chicagóban államban született. Édesanyja Panamából származik. Anyai nagyapja egy doo-wop együttesben játszott ott. Apai nagyapja 30 évig volt a egy református gyülekezet lelkésze. 
Ravyn Lenae zenei érdeklődésének és tehetségének fejlődését a templomi istentiszteleteken való részvételének tulajdonítja. A Chicago High School for the Arts-ba járt, ahol klasszikus zenét tanult. 2017. májusában, tizennyolcévesen végzett. Középiskolás éveiben kezdte saját dalok írását. Még másodéves középiskolásként 300 dollárt költött egy stúdiófelvételre, amelynek eredményeként megszületett első kislemeze, a „Greetings”. 2015-ben vokálozott Monte Booker „Baby” című dalában. Booker és Ravyn Lenae, valamint Smino (rapper) alkották a Zero Fatigue zenei kollektívát. 
Ravyn Lenae első EP-je, a „Moon Shoes” eredetileg ingyenesen letölthető volt 2015-ben, de 2016-ban az Atlantic Records újra kiadta. 2017. márciusában kiadta második EP-jét, a „Midnight Moonlight”-ot. Harmadik EP-je a „Crush” volt, amelyen Steve Lacy volr a producer.
2022. február 1-jén kiadta a „Skin Tight” című dalt, (az első kislemezt debütáló albumáról, a Hypnosról, amelyen Steve Lacy, amerikai szaxofonos is közreműködött). Bejelentette 16 várost érintő turnéját, amely a washingtoni Seattle-ben található Neumosban kezdődött. Több koncerten vendégként lépett fel.
2024. májusában adta ki a „Love Me Not” és a „Love Is Blind” című kislemezeket.

## Stúdióalbumok
- 2622: Hypnos
- 2024: Bird's Eye

## EP-k
- Moon Shoes
- Midnight Moonlight
- Crush

## Fordítás
- Ez a szócikk részben vagy egészben  a   Ravyn Lenae című német Wikipédia-szócikk ezen változatának fordításán alapul.  Az eredeti cikk szerkesztőit annak laptörténete sorolja fel. Ez a jelzés csupán a megfogalmazás eredetét és a szerzői jogokat jelzi, nem szolgál a cikkben szereplő információk forrásmegjelöléseként.